# Hans Wesely
Hans Wesely (* 25. Mai 1930 in Kandel; † 15. Mai 1987 in Stuttgart) war ein deutscher Maler und Grafiker. Er war ein Vertreter der jungen deutschen Nachkriegsavantgarde, stilistisch angesiedelt zwischen dem Informel und konstruktiven Tendenzen.

## Leben
Hans Wesely wurde am 25. Mai 1930 in Kandel (Pfalz) als zweitältestes von fünf Kindern geboren.
Von 1951 bis 1952 besuchte er die Meisterschule für Handwerker, wo er bei Carl Maria Kiesel Techniken der Gebrauchsgrafik erlernte. Er wurde an der Werkkunstschule Mathildenhöhe in Darmstadt aufgenommen, wo er bei Hanns Hoffmann-Lederer, studierte. Nach zwei Semestern hat er sich, wie es in der Beurteilung seines Lehrers heißt, „grafisch, aber auch farbig so ausgezeichnet“ entwickelt, dass Hoffmann-Lederer ihn für die Malereiklasse von Willi Baumeister an der Staatlichen Akademie der Bildenden Künste in Stuttgart vorschlug. Vom Sommersemester 1953 bis zum Wintersemester 1954/55 war Hans Wesely bei Baumeister eingeschrieben, zuletzt als Meisterschüler.
Von 1955 an arbeitete Hans Wesely freischaffend als Kunstmaler und Grafiker in Bisingen bis zu seinem Tod im Mai 1987. Aus seinen Beiträgen zu Ausstellungen im heutigen Landesmuseum Mainz kaufte das Mittelrheinische Landesmuseum Arbeiten von ihm an.

## Werk

### Anfänge
In den frühen Jahren konzentrierte er sich auf Kunst-am-Bau-Aufträge und fertigte Mosaiken und Glasfenster – sowohl in seiner neuen schwäbischen, als auch in seiner alten Heimat, der Pfalz. Zugleich erprobte er unterschiedliche Techniken und erstellte reliefartige Materialbilder aus Zement und Sägemehl, Drucke, Zeichnungen, Ölbilder.
Später erstellte er Stillleben und Bilder mit Textfragmenten, die sich mit der Lyrik Baudelaires befassen. Um 1964 tauchen lockere, rundliche Formenkonglomerate auf, die in scharfen Kontrast stehen zu den bislang eher kantigen Formen. Die Bildsprache bleibt abstrakt, weckt jedoch Assoziationen an Gartenlandschaften oder  erotisch-grotesk verknäuelte Körperteile. Diese Entwicklung kulminiert in farbig lackierten Holzreliefs aus den späten 1960er Jahren, die in ihrer grafischen Vereinfachung der Popart nahe kommen.
Der Unterschied zu den darauffolgenden Arbeiten aus dem Jahr 1970 ist verblüffend: Auf großformatigen Bildern in beinahe quadratischem Format entwickeln sich nun monumentale, durch Schattierungen in makellosen Verläufen plastisch wirkende, organoide Einzelformen. Bei ihrem Aufeinandertreffen kommt es zu Quetschungen, Faltungen, Schnitten. Die Palette beschränkt sich weitgehend auf Weiß-, Schwarz- und Grautöne. Die starke Illusionskraft suggeriert abermals einen latenten Bezug  zur gegenständlichen Welt –  etwa zu Gelenken oder Körperformen.
Die Formen werden in der Folgezeit spitzer, die Flächen wirken gefaltet oder eingerollt zu plastischen Körpern. Einige Zeitgenossen erblicken in den Arbeiten eine Parallele zu den Schnittbildern von Lucio Fontana. So heißt es in einer Kunstkritik in der Stuttgarter Zeitung vom Oktober 1970 anlässlich einer Einzelausstellung in der Galerie am Jakobsbrunnen: ´{der Künstler setze die schwarze Farbe ein, „wie Fontana das Messer“, um die Fläche zu zerstören. Mit seinen Schwarzweißbildern entfernt sich Wesely in den frühen 1970er-Jahren von malerischen Konzepten und wendet sich bildhauerischen Fragen zu. In derselben Zeit entstehen beispielsweise auch die großen, in Edelstahl ausgeführten „Knickungen“ und „Faltungen“ eines Erich Hauser.
Wenige Jahre später taucht das Thema „Landschaft“ auf.  Konkrete Verweise auf geografische Realitäten sucht man darin jedoch vergebens.

### Spätwerk
Wesely befasst sich noch in den 1980er Jahren mit „Landschaften“, allerdings spielt nun wieder ein Aspekt mit hinein, den er seit Ende der 1960er nahezu vollständig ausgeblendet hatte: Gestische und malerische Momente betreten erneut den Bildraum.  Ein ausdrucksstarker Pinselstrich beginnt die ruhigen, flächigen Landschaften mit Horizontlinie, Spalt oder „Gebirge“ zu rhythmisieren.
Eine Serie großformatiger Arbeiten mit apokalyptischen Szenerien entsteht: Schwarze, schimärenhafte Wesen reißen die Horizontlinie auf, durchfurchen das Erdreich und fransen zum Himmel hin aus. Ein rhythmisch pastoser Farbauftrag verstärkt den Eindruck des Brodelnden und Eruptiven des Bildgeschehens.

## Ausstellungen

### Einzelausstellungen
- 1961: Galerie Kirchgasse, Zürich
- 1970: Galerie am Jakobsbrunnen, Bad Cannstatt
- 1972: Galerie am Jakobsbrunnen, Bad Cannstatt
- 1977: Kunstlandschaften, Städtische Galerie Albstadt
- 1977: Altes Schloss, Hechingen
- 1985: Hohenzollernhalle, Bisingen

### Gruppenausstellungen
- 1955: Arbeitsgemeinschaft pfälzischer Künstler, Kaiserslautern
- 1955: Württembergischer Kunstverein, Stuttgart
- 1955: Gesellschaft der Freunde junger Kunst, Baden-Baden
- 1957: Landesgewerbeanstalt, Kaiserslautern
- 1958: Arbeitsgemeinschaft Pfälzer Künstler, Kaiserslautern
- 1958: Gesellschaft der Freunde junger Kunst, Baden-Baden
- 1960: Kulturamt Zweibrücken
- 1962: APK-Ausstellung, Mittelrheinisches Landesmuseum, Mainz
- 1965: Kunstpreis junger Westen 65, Städtische Kunsthalle Recklinghausen
- 1966: Malerei von heute, Palais Thurn und Taxis, Bregenz
- 1966: Bezirksamt Kreuzberg, Berlin
- 1968: Moderne Glasmalerei, Graphik, Malerei, Nassauischer Kunstverein, Wiesbaden
- 1970: Galerie Gugelot, Neu-Ulm
- 1970: Stuttgart Graphic Artists, Galerie Pictures for Business, New York
- 1971: Gesellschaft der Freunde junger Kunst, Baden-Baden
- 1971: Württembergischer Kunstverein, Stuttgart
- 1971: Rathaus Pirmasens mit Manfred Wessolowski
- 1971: Kunstausstellung Rheinland-Pfalz, Mittelrheinisches Landesmuseum, Mainz
- 1972: Galerie von Kolczynski, Stuttgart
- 1972: Kunstkreis Novo, Mainz (Einzelausstellung)
- 1974: TWS-Etagengalerie, Stuttgart
- 1975: Hauber, Nürtingen (Einzelausstellung)
- 1974: Landeskunstausstellung Rheinland-Pfalz, Pirmasens
- 1974: Christuskirche Bisingen (Einzelausstellung)
- 1975: Bischöfliches Konvikt Rottweil
- 1975: Kleine Galerie, Tübingen (Einzelausstellung)
- 1975: Landeskunstausstellung Rheinland-Pfalz, Pirmasens
- 1980: Stadthalle Balingen
- 1980: Rathaus Albstadt
- 1981: Zollernschloss, Balingen
- 1981: Galerie am Haagtor, mit Rintaro Yagi, Tübingen
- 1982: PES-Galerie Schloss Haigerloch, mit Ursula Stock und Walter Dambacher
- 1982: Malerei, Bürgerhaus Haigerloch
- 1982: Landschaft jetzt, Rathausgalerie Balingen
- 1983 PES-Galerie Schloss Haigerloch
- 1987: Bildende Kunst in Rheinland-Pfalz 1945–1960, Mainz
- 1988: Landeskunstwochen Baden-Württemberg, Villingen-Schwenningen